# Arvis Vilkaste
Arvis Vilkaste (Sigulda, Lett SzSzK, Szovjetunió, 1986. február 5. –) olimpiai bajnok lett bobos, korábban atléta.

## Élete
A 2012-es junior világbajnokságon férfi négyesben az első helyen végzett. A 2013-as St. Moritz-i bobvilágbajnokságon a 9. helyen zárt; indult a 2012-es Lake Placid-i versenyen is, de kizárták. 2012-ben, a németországi Altenbergben rendezett Európa-bajnokságon a hetedik, 2013-ban Iglsben az ötödik, míg 2014-ben a königssee-i eb-n a negyedik helyet szerezte meg magának.
A 2014-es szocsi téli olimpia férfi négyes bobversenyében – az Oskars Melbārdis, Daumants Dreiškens, Jānis Strenga összeállítású csapattal a második helyen végzett. 2017-ben az előttük végző orosz versenyzők kizárása miatt utólag aranyérmet kapott.
Fiatal korában – mielőtt a bob felé fordult volna – atletizált, ifjúsági és junior versenyeken indult, 100 m-en és 200 m-en szerzett érmet. A 2008-as lett atlétikai bajnokság férfi 4 × 100 méteres váltófutás versenyszámában aranyérmet szerzett.